# Luciano Monari
Luciano Monari (Sassuolo, 28 de março de 1942) é um bispo católico romano italiano, bispo emérito de Brescia desde 12 de julho de 2017.

## Biografia
Nasceu em Sassuolo, na região Emilia-Romagna em 1942 e ingressou no Seminario da cidade em 1960. De 1961 até 1965 foi em Roma, na Pontifícia Universidade Gregoriana.
Ordenado padre em 1965, de 1970 até 1980 è assistente diocesano da Ação Católica. Professor no STAB, Studio Teologico Accademico Bolognese, é consagrado Bispo de Placência em 2 de setembro 1995.
Foi, de 2005 até 2010 Vice-presidente da CEI pela Região-Norte.
Em 19 de julho 2007, papa Bento XVI transferiu-o para a Diocese de Brescia, onde ingressou em 14 de outubro 2007. Retirou-se por limite de idade em 12 de julho de 2017.